# Acacia ridleyana
Acacia ridleyana é uma espécie de leguminosa do gênero Acacia, pertencente à família Fabaceae.